# Филимоновы Гари
Филимоновы Гари — деревня в Никольском районе Вологодской области.
Входит в состав Байдаровского сельского поселения, с точки зрения административно-территориального деления — в Кумбисерский сельсовет.
Расстояние до районного центра Никольска по автодороге — 29 км, до центра муниципального образования Байдарово по прямой — 10 км. Ближайшие населённые пункты — Кумбисер, Займище, Беляевка.
По переписи 2002 года население — 38 человек (17 мужчин, 21 женщина). Всё население — русские.